# Gareth Wyatt
Gareth Wyatt (Pontypridd, 4 marzo 1977) è un rugbista a 15 gallese, in grado di occupare più ruoli all'interno della linea dei trequarti.
Ha iniziato la sua carriera professionale nel club della sua città natale, Pontypridd RFC, dove giocò sino al 2003 quando fu selezionato dai Celtic Warriors.
Nel 2004 il movimento gallese subì numerosi mutamenti e Wyatt, senza contratto, trovò un ingaggio presso i Newport Gwent Dragons, grazie alla sua notevole versatilità che gli permette di giocare ala, centro, ma anche estremo e mediano d'apertura.
Nel corso degli anni ha fatto parte di diverse rappresentative gallesi: Seven, Under 19, Under 21 e Nazionale A, fino alla sua chiamata nella Nazionale maggiore. La sua prima apparizione con la maglia dei dragoni risale al 16 novembre 1997 contro il Tonga, ma per la sua seconda, ed al momento ultima, chiamata dovette attendere il 2003.